# Rainer Weissauer
Rainer Weissauer (* 1954 in Ludwigshafen am Rhein) ist ein deutscher Mathematiker, der sich mit Modulformen, Algebraischer Geometrie und Zahlentheorie beschäftigt.
Weissauer wurde 1980 an der Ruprecht-Karls-Universität Heidelberg bei Peter Roquette (Hilbertsche Körper) promoviert. 1984/85 war er am Institute for Advanced Study. Er war Professor an der Universität Mannheim und ab 2001 an der Universität Heidelberg.
Weissauer befasst sich unter anderem mit arithmetischer algebraischer Geometrie und Untersuchungen aus dem Umfeld des Langlands-Programms.
Zu seinen Doktoranden zählt Martin Schlichenmaier.
Er ist Herausgeber des Journals für die reine und angewandte Mathematik (2013).

## Schriften
- Stabile Modulformen und Eisensteinreihen. Springer, 1986
- mit Reinhardt Kiehl: Weil conjectures, perverse sheaves, and l-adic Fourier transform. Springer, 2001
- Endoscopy for GSP(4) and the cohomology of siegel modular threefolds. Springer, 2009